# Турон (станция метро)
Турон (узб. Turon) — станция Ташкентского метрополитена.
Открыта для пассажиров 11 марта 2024 года в составе третьего участка Линии Тридцатилетия независимости Узбекистана: «Курувчилар» — «Кипчак».
Расположена между станциями «Курувчилар» и «Кипчак».

## История
До утверждения официального название станция носила техническое название — Станция 13 (узб. 13-bekat). 10 августа 2023 присвоено название — «Турон».

## Характеристика
Станция: надземного типа с островной платформой. 
С восточной стороны оборудована лифтом для маломобильных пассажиров. 
С западной стороны в основном вестибюле установлен 3-ленточный эскалатор.